# Marquesado de Vistabella
El marquesado de Vistabella es un título nobiliario español creado por Real Despacho de 9 de septiembre de 1895 (Real Decreto de 2 de julio de 1895) por el rey Alfonso XIII a favor de José Martínez de Roda, senador del Reino.

## Marqueses de Vistabella
|                           | Titular                         | Periodo                   |
| Creación por Alfonso XIII | Creación por Alfonso XIII       | Creación por Alfonso XIII |
| ------------------------- | ------------------------------- | ------------------------- |
| I                         | José Martínez de Roda           | 1895-1899                 |
| II                        | Julio Rufino Barrios y Aparicio | 1901-1909                 |
| III                       | Elena Barrios y Aparicio        | 1913-1944                 |
| IV                        | María Josefa Barrios y Aparicio | 1953-1959                 |
| V                         | Edgar Juan Aparicio y Aparicio  | 1961-1982                 |
| VI                        | Julia Stella Aparicio y Saravia | 1984-2023                 |
| VII                       | Luis Alfonso Ortega y Aparicio  | 2024-actual titular       |

## Historia de los marqueses de Vistabella

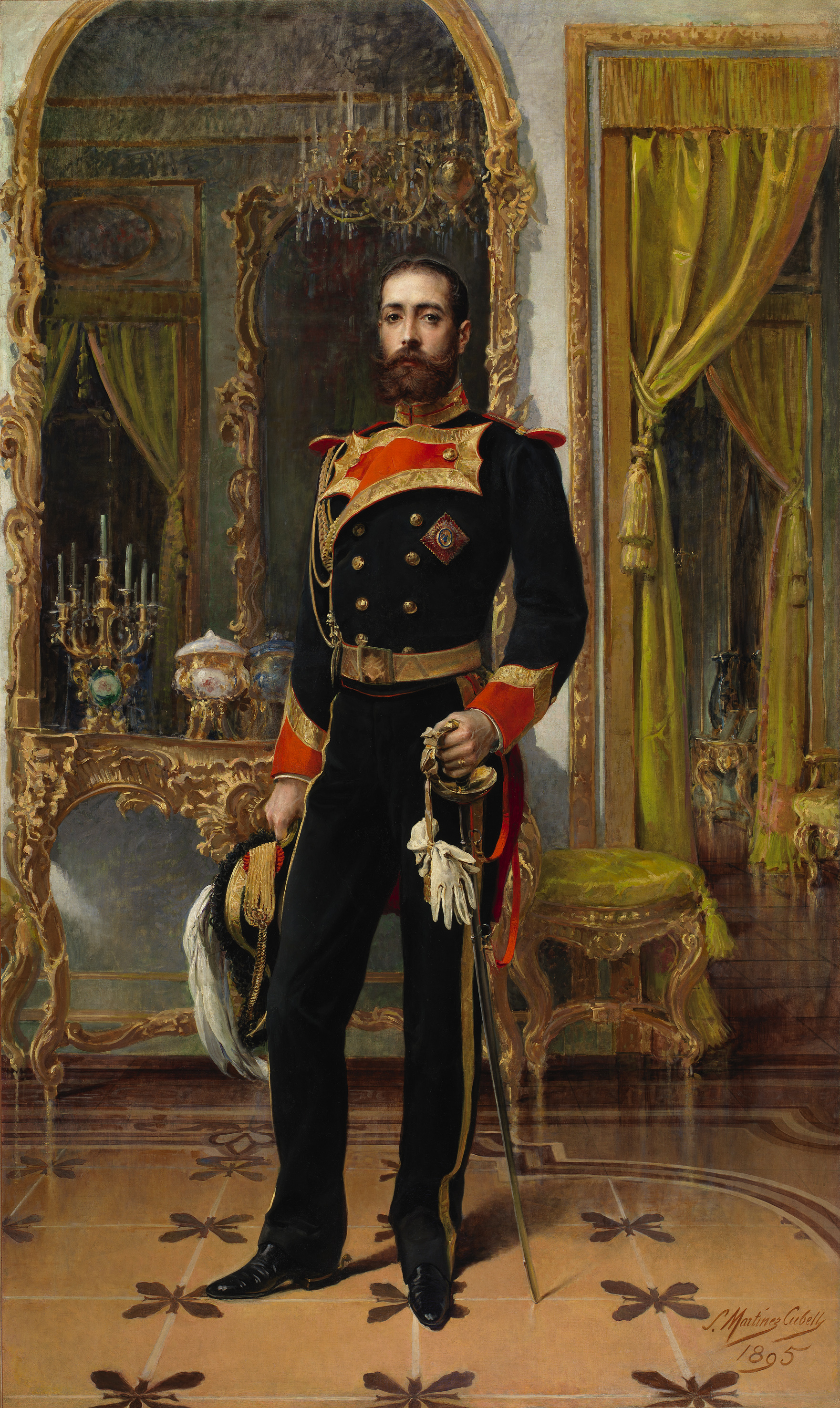
José Martínez de Roda, primer marqués de Vistabella. Salvador Martínez Cubells. 1895 (Museo del Prado)

- José Martínez de Roda (1855-1899), I marqués de Vistabella, senador[2] y maestrante de Ronda.[1]

Casó con Francisca Aparicio y Mérida, viuda de Justo Rufino Barrios, presidente de Guatemala. Autorizado a designar sucesor, a falta de hijos legítimos, le sucedió, en 20 de abril de 1901, el hijo del primer matrimonio de su mujer:
- Julio Rufino Barrios y Aparicio (1883-1909), II marqués de Vistabella.[1] Sin descendientes, en 26 de marzo de 1913, le sucedió su hermana:[1]

- Elena Barrios y Aparicio (1875-1944), III marquesa de Vistabella.[1] Sin descendencia, el 20 de junio de 1953, le sucedió su hermana:[1]

- María Josefa Barrios y Aparicio (1878-1959), IV marquesa de Vistabella.[1]

Casó con Tomás de Terrazas y Azpeitia, V marqués de la Ensenada. En 30 de diciembre de 1961, le sucedió su sobrino:
- Edgar Juan Aparicio y Aparicio (1910-1982), V marqués de Vistabella.[1]

Casó con Stella Saravia y Zirión (1914-2001). Le sucedió, en 1984, su hija:
- Julia Stella Aparicio y Saravia (1943-2023), VI marquesa de Vistabella.[1]

Casó con Carlos Humberto Ortega y Paz (1930-1995). Sucedió su hijo:
- Luis Alfonso Ortega y Aparicio, VII marqués de Vistabella.[3]